# Német darázs
A német darázs (Vespula germanica) a rovarok (Insecta) osztályának hártyásszárnyúak (Hymenoptera) rendjébe, ezen belül a fullánkosdarázs-alkatúak (Apocrita) alrendjébe és a redősszárnyú darazsak (Vespidae) családjába tartozó faj.

## Előfordulása
A német darázs eredeti előfordulási területe Európa legnagyobb része - Skandináviát kivéve, Ázsia nyugati fele, egészen Dél-Kínáig, valamint Afrika földközi-tengeri partvidéke. 
Ezt a darazsat betelepítették Észak- és Dél-Amerikába, továbbá Ausztráliába és Új-Zélandra. Ezeken az új élőhelyein veszélyes inváziós fajnak számít, mely egyes ottani őshonos állatfajnak veszélyezteti a létezését.

## Megjelenése

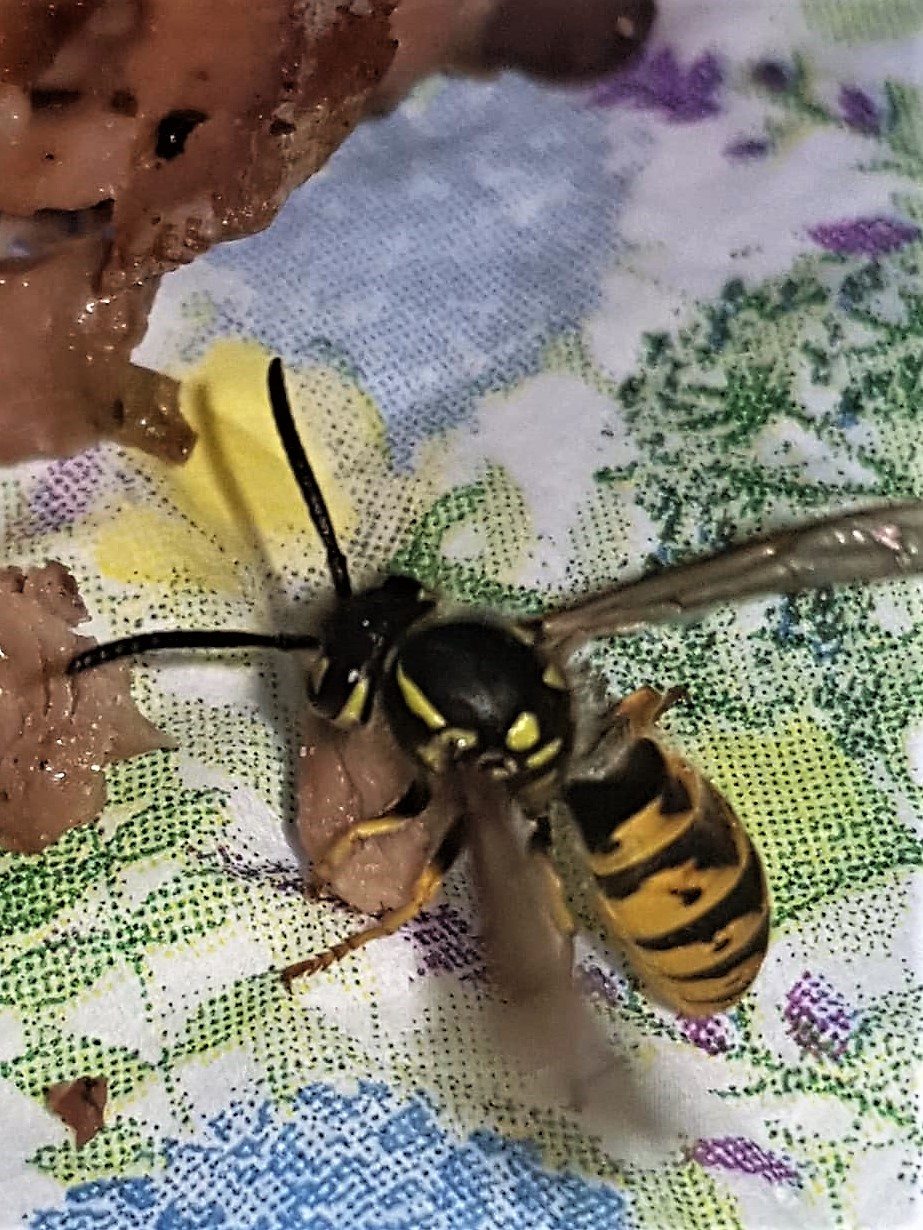
Bárányhúsból táplálkozó példány

Az átlagos német darázs körülbelül 13 milliméter hosszú és 74,1 milligramm tömegű. Megjelenése tipikusan darázsszerű. A színezete sárga és fekete, majdnem összetéveszthető közeli rokonával, a kecskedarázzsal (Vespula vulgaris); a különbséget a német darázs pofájának elülső részén lévő három fekete pont, valamint a potrohán a fekete foltok alkotják. A kecskedarázsnak nincsenek pontok a pofáján, a potrohán levő foltok pedig összeforrtak, gyűrűt alkotva.

## Életmódja
A szabad természetben a talajba, azonban a felszín közelében készíti a darázsfészket; ritkán a felszín fölött, valamire ráragasztva. Az ember mellett a padlásokat foglalja el. A darázsfészek növényi részekből áll, melyet a darázs megrág és nyállal kever össze. Ragadozó életmódot folytat, számos rovarfaj szerepel az étlapján, azonban a döghúst és az édes leveket, mézeket sem veti meg. Az új királynők körülbelül csak 1000 méteres távolságokra távolodnak az anyafészektől.

## Szaporodása
A királynő több hímmel is párosodhat. Az első sejteket a királynő készíti. Ausztráliában az átlagos darázsfészek 9500 dolgozósejtből és 3600 királyisejtből áll; májusra akár 15 000 dolgozó is tartozhat egy fészekhez. A Brit-szigeteken a dolgozósejtek száma átlagosan 6100-6500, míg az uralkodóké 1500.

### Fordítás
- Ez a szócikk részben vagy egészben  a   Vespula germanica című angol Wikipédia-szócikk ezen változatának fordításán alapul.  Az eredeti cikk szerkesztőit annak laptörténete sorolja fel. Ez a jelzés csupán a megfogalmazás eredetét és a szerzői jogokat jelzi, nem szolgál a cikkben szereplő információk forrásmegjelöléseként.